# La presa del potere da parte di Luigi XIV
(François de La Rochefoucauld)
La presa del potere da parte di Luigi XIV è un film per la televisione del 1966 diretto da Roberto Rossellini, prodotto dal canale televisivo francese ORTF, ma presentato al Festival di Venezia e distribuito anche nelle sale cinematografiche.
Si tratta dell'accurata ricostruzione storica dell'ascesa al potere del Re Sole.

## Trama
Francia. Alla morte del suo ministro Giulio Mazarino (1602-61), il giovane re Luigi XIV (1638-1715), che si è sempre dedicato solo ai propri svaghi, decide di esercitare direttamente il potere, senza più affidarsi ai sovrintendenti. Il sovrintendente delle finanze Nicolas Fouquet si aspetta che l'interesse del re per la politica sia di breve durata e crede di poter diventare presto primo ministro, ma commette l'errore di una tentata corruzione verso l'amante del re, per renderla propria alleata. È il pretesto perché Luigi XIV, già consigliato in questo senso da Jean-Baptiste Colbert, rivale di Fouquet, lo rimuova dall'incarico e lo faccia arrestare con l'accusa di aver abusato del proprio incarico per compiere malversazioni ai danni dello Stato. Mentre Colbert si impegna nelle riforme amministrative e finanziarie, Luigi XIV dedica tutto il proprio impegno all'edificazione di una residenza all'altezza della sua persona, la Reggia di Versailles, nel quale costringe a risiedere la corte, allontanando la nobiltà dal governo delle province e riducendola ad una vita di rituali tutti incentrati su di lui, il Re Sole.